# 彦根ばやし
彦根ばやし（ひこねばやし）は滋賀県彦根市で毎年8月8日前後に行われる踊り。

## 概要
彦根ばやしは、井伊直弼による日本開国100周年を記念して1960年（昭和35年）に作られた。彦根市民による総おどり大会が行われる。同時期に、江戸時代からの歴史を持つ七夕（たなばた）祭が行われているので、七夕飾りで美しく装飾された沿道で数千人の男女が踊る様子は毎年夏の彦根の風物詩になっている。 市内の各商店街で開催され着物以外の仮装した姿で踊ったり、山車などを手作りして披露する光景も見られる。

## 歌詞概要
彦根城と井伊35万石を称えた内容である。

## 歌詞
一、
想い焦がれて 二重に三重に
城をとり巻く 濠(ほり)の水
ハイハイ
なごり惜しさに 琵琶湖の水も
わかれなみだの 霧となる
ハイ 彦根ヨイヨイ 城の町
三十五万石彦根城
ソレソレ
二、
茶の実人形を送ってあげた
人がまた来るまたおいで
ハイハイ
あつい情は いついつまでも
いろは松より 深みどり
ハイ 彦根ヨイヨイ 城の町
三十五万石彦根城
ソレソレ
三、
月は古城にネオンは街に
蔦のからんだ石垣に
ハイハイ
消えぬ絵がある 夢さえ濡れる
水の匂いも しみじみと
ハイ 彦根ヨイヨイ 城の町
三十五万石彦根城

## 彦根ばやしのレコード
- 作詞：吉川静夫
- 作編曲：島田逸平・中沢銀司・大塚美春
- 発売年月：昭和35年
- レコード番号：V-42032